# Athénée barcelonais
Ateneu Barcelonés
Pour les articles homonymes, voir Athénée.
L'Athénée barcelonais (en catalan : Ateneu Barcelonés) est une association culturelle fondée à Barcelone en 1860 sous le nom d'Ateneu Català (Athénée Catalan).
Son premier président est Joan Agell et son premier bibliothécaire est Manuel Milà.

## Présentation
L'institution est localisée depuis 1906 dans le Palais Savassona, édifice inscrit comme bien d'intérêt culturel en 1981, sous la Transition démocratique.
Elle accueille de nos jours, dans ses murs du quartier gothique de la vieille ville de Barcelone; de nombreux événements liées à la culture : expositions, conférences, projections de films .

## Histoire de l'institution
Durant la dictature de Primo de Rivera, sous le régime de la Mancomunitat de Catalunya, l'institution devient l'un des foyers de la culture catalane malgré la censure.
Lors de la fin des années  1920, sous la présidence de Pere Coromines, l’Athénée reprend une intense activité jusqu'à la proclamation de la République.
Lorsqu'écliate la guerre d'Espagne, en juillet 1936, l’Athénée est géré par Josep Tarradellas, ministre de la culture et futur président de la Généralité de Catalogne.
El 1937, l’Ateneu devient une institution publique, administrée par la Bibliothèque de Catalogne.
Sous la dictature franquiste, après la fin de la guerre d'Espagne en 1939, l'institution survit tant bien que mal, avant de connaître un nouvel essor lors de la Transition démocratique à la mort de Franco.

## Personnalités liées à l'Athénée barcelonais
Au cours de son histoire, l'association est présidée par de grandes personnalités catalanes telles que l'écrivainÀngel Guimerà, le poète Joan Maragall, l'architecte Lluís Domènech i Montaner, l'universitaire Pompeu Fabra, l'économiste Pere Coromines, l'architecte Oriol Bohigas (dont un auditorium est nommé en son hommage), ou encore plus récemment l'historien Jordi Casassas et la cinéaste Isona Passola.
D'autres personnalités célèbres y enseignent, comme l'écrivaine Esmeralda Berbel.

## Distinctions officielles
- 2003 : Creu de Sant Jordi de la Généralité de Catalogne;
- 2007 : Médaille d'Or du mérite culturel de la mairie de Barcelone[7].